# کالئی
کالئی (به لاتین: Calei) یک منطقهٔ مسکونی در آنگولا است که در استان بیه واقع شده‌است.